# Војводска палата у Урбину
Војводска палата у Урбину (итал. Il Palazzo Ducale di Urbino) једна је од најзначајнијих италијанских ренесансних палата, као и седиште Националне галерије Марке. Палата се налази на листи Светске баштине Унеска од 1998. Године 2015. имала је 191.829 посетилаца.
Војводску палату подигао је владар Урбина Федерико да Монтефелтро (итал. Federico da Montefeltro) између 1463. и 1472.

## Национална галерија (региона) Марке
У палати се налази „Национална галерија Марке” (итал. Galleria Nazionale delle Marche). Она садржи значајна уметничка дела из периода Ренесансе. Заступљени су: Рафаел, Јустус из Гента, Мелоцо да Форли, Пјеро дела Франческа, Паоло Учело, Тимотео Вити, Тицијан и други уметници 15. и 16. века.

### Галерија
- Пјеро дела Франческа: Бичевање Христа (1460)
- Паоло Учело: Чудо оскрнављене хостије (сцена 4, између 1467. и 1469)
- Јустус из Гента: Федерико да Монтефелтро са сином (1470-е)
- Рафаел: Портрет младе жене (итал. La Muta, 1507–1508)
- Тицијан: Тајна вечера (око 1544)